# Lohe-Rickelshof
Lohe-Rickelshof – miejscowość i gmina w Niemczech, w kraju związkowym Szlezwik-Holsztyn, w powiecie Dithmarschen, wchodzi w skład urzędu Kirchspielslandgemeinde Heider Umland.

## Osoby urodzone w Lohe-Rickelshof
- Hans Bothmann - zbrodniarz hitlerowski